# Victor Nelsson
Victor Enok Nelsson, född 14 oktober 1998, är en dansk fotbollsspelare som spelar för Galatasaray.

## Klubbkarriär
Nelsson debuterade för FC Nordsjælland i Superligaen den 12 september 2016 i en 3–1-förlust mot AGF, där han blev inbytt i den 87:e minuten mot Mathias Jensen.
Den 5 juli 2019 värvades Nelsson av FC Köpenhamn, där han skrev på ett femårskontrakt. Den 11 augusti 2021 värvades Nelsson av turkiska Galatasaray, där han skrev på ett femårskontrakt.

## Landslagskarriär
Nelsson debuterade för Danmarks landslag den 11 november 2020 i en 2–0-vinst över Sverige.